# Chrysoperla mediterranea
Chrysoperla mediterranea är en insektsart som först beskrevs av Hölzel 1972.  Chrysoperla mediterranea ingår i släktet Chrysoperla och familjen guldögonsländor. Inga underarter finns listade i Catalogue of Life.

## Bildgalleri

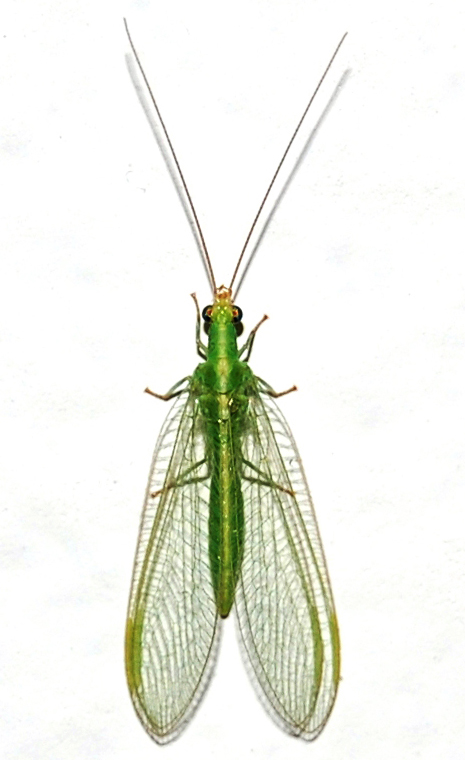
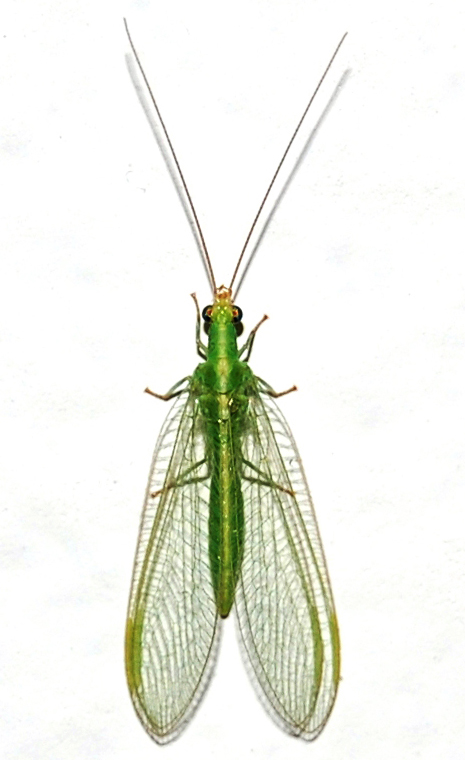